# Coupe du monde de ski acrobatique 1992-1993
Navigation
Édition précédente Édition suivante
La Coupe du monde de ski acrobatique 1992-1993 est la quatorzième édition de la Coupe du monde de ski acrobatique organisée par la Fédération internationale de ski. Elle inclut quatre épreuves : les bosses, le saut acrobatique, le ballet et le combiné, une combinaison des trois autres.
 
La canadienne Katherina Kubenk remporte son premier titre alors que l'américain Trace Worthington conserve le sien, son second. 

## Déroulement de la compétition
La saison est composée de neufs étapes complètes, trois en Amérique du Nord et six en Europe, et se déroule du 10 décembre 1992 au 28 mars 1993. Pour chacune d'entre elles, pour les femmes comme pour les hommes, il y a trois épreuves et quatre podiums : le saut acrobatique, le ski de bosses, le ballet (ou acroski) et le combiné qui est la combinaison des résultats des trois autres. Le programme de la station de la Clusaz est incomplet puisque seules les épreuves de skis de bosse peuvent avoir lieu, mais les épreuves manquantes - ballet et saut acrobatique - sont rattrapées à la Plagne. Elles sont complétées par des épreuves supplémentaire à Meiringen-Hasliberg et Livigno pour le ski de bosses et Oberjoch pour le ski de bosses et le ballet. Les femmes bénéficient également d'une treizième épreuve de ski de bosses à Gstaad en février qui vient compenser celle de Le Relais déclassée en catégorie FIS.
La saison est interrompue en mars par les Championnats du monde d'Altenmarkt-Zauchensee.
Après dix années de règne, dix victoires consécutive au classement général (dix titres auxquels s'ajoute douze titres acquis dans les spécialités du ballet et du combiné), la suisse Conny Kissling arrête la compétition. C'est la canadienne Katherina Kubenk qui en profite et remporte le classement général. Chez les hommes l'américain Trace Worthington conserve le sien, son deuxième.
| \| Blackcomb Breckenridge Lake Placid Le Relais \| Sites des compétitions de ski acrobatique en Amérique du Nord |
| Blackcomb Breckenridge Lake Placid Le Relais                                                                     |

| Blackcomb Breckenridge Lake Placid Le Relais |

| \| Tignes Piancavallo La Clusaz Hasliberg Gstaad La Plagne Livigno Oberjoch \| Sites des compétitions de ski acrobatique dans les Alpes |
| Tignes Piancavallo La Clusaz Hasliberg Gstaad La Plagne Livigno Oberjoch                                                                |

| Tignes Piancavallo La Clusaz Hasliberg Gstaad La Plagne Livigno Oberjoch |

| \| Lillehammer \| Sites des compétitions en Scandinavie |
| Lillehammer                                             |

| Lillehammer |

| \| Blackcomb Breckenridge Lake Placid Le Relais \| Sites des compétitions de ski acrobatique en Amérique du Nord |
| Blackcomb Breckenridge Lake Placid Le Relais                                                                     |

| Blackcomb Breckenridge Lake Placid Le Relais |

| \| Tignes Piancavallo La Clusaz Hasliberg Gstaad La Plagne Livigno Oberjoch \| Sites des compétitions de ski acrobatique dans les Alpes |
| Tignes Piancavallo La Clusaz Hasliberg Gstaad La Plagne Livigno Oberjoch                                                                |

| Tignes Piancavallo La Clusaz Hasliberg Gstaad La Plagne Livigno Oberjoch |

| \| Lillehammer \| Sites des compétitions en Scandinavie |
| Lillehammer                                             |

| Lillehammer |

## Classements

### Général
| Rang | Nom                   | Points |
| ---- | --------------------- | ------ |
| 1    | Trace Worthington     | 139.00 |
| 2    | Rune Kristiansen (de) | 100.00 |
| 3    | Jean-Luc Brassard     | 98.00  |
| 4    | Fabrice Becker        | 97.00  |
| 5    | Lloyd Langlois        | 95.00  |

| Rang | Nom                    | Points |
| ---- | ---------------------- | ------ |
| 1    | Katherina Kubenk       | 174.00 |
| 2    | Maja Schmid (pl)       | 153.00 |
| 3    | Jilly Curry            | 132.00 |
| 4    | Kristean Porter        | 128.00 |
| 5    | Nataliya Orekhova (en) | 104.00 |

### Saut acrobatique
Chez les femmes, la championne en titre Kirstie Marshall se blesse au genou et ne peut pas défendre son titre. En son absence c'est l’ouzbèke Lina Cheryazova qui domine la compétition en signant huit podiums en neuf épreuves, dont six victoires. Chez les hommes la compétition est beaucoup plus serrée. Le canadien Lloyd Langlois ne remporte qu'une épreuve mais est le plus régulier, avec notamment six podiums, et remporte le titre pour la seconde fois après celui de 1985.
| Rang | Nom                 | Points |
| ---- | ------------------- | ------ |
| 1    | Lloyd Langlois      | 572.00 |
| 2    | Trace Worthington   | 564.00 |
| 3    | Sébastien Foucras   | 560.00 |
| 4    | Kris Feddersen (en) | 520.00 |
| 5    | Jean-Marc Bacquin   | 512.00 |

| Rang | Nom                      | Points |
| ---- | ------------------------ | ------ |
| 1    | Lina Cheryazova          | 600.00 |
| 2    | Colette Brand            | 560.00 |
| 3    | Nikki Stone              | 516.00 |
| 4    | Liselotte Johansson (en) | 504.00 |
| 5    | Hilde Synnøve Lid        | 496.00 |

### Ballet
En l'absence de la triple tenant du titre Conny Kissling c'est l'américaine Ellen Breen qui sort du lot en remportant grimpant sur l'intégralité des dix podiums de la saison, dont sept fois sur la plus haute marche. Elle s’adjuge le titre devant sa compatriote Sharon Petzold (en). Chez les hommes Le norvégien double tenant du titre Rune Kristiansen (de) domine lui aussi largement la compétition avec huit victoire et deux secondes places en dix épreuves et conserve aisément son titre. Son dauphin le français Fabrice Becker remporte les deux manches restantes, qu'il complète de six secondes places.
| Rang | Nom                    | Points |
| ---- | ---------------------- | ------ |
| 1    | Rune Kristiansen (de)  | 700.00 |
| 2    | Fabrice Becker         | 680.00 |
| 3    | Heini Baumgartner (de) | 644.00 |
| 4    | Roberto Franco (en)    | 620.00 |
| 5    | Armin Weiß             | 568.00 |

| Rang | Nom                   | Points |
| ---- | --------------------- | ------ |
| 1    | Ellen Breen           | 800.00 |
| 2    | Sharon Petzold (en)   | 756.00 |
| 3    | Annika Johansson (de) | 740.00 |
| 4    | Julia Snell           | 708.00 |
| 5    | Karen Hunter          | 616.00 |

### Bosses
Donna Weinbrecht, tenante du titre et championne olympique lors de saison précédente se blesse gravement au genou et manque intégralité de la saison. Chez les hommes le double tenant Edgar Grospiron se blesse lui aussi au genou en cours de saison et ne participe donc qu'aux premières courses,. Les deux champions laissent donc leurs titres à leur dauphins dans une saison bénéficiant de trois courses supplémentaires par rapport aux autres disciplines (Meiringen-Hasliberg, Livigno et Oberjoch). Chez les femmes la norvégienne Stine Lise Hattestad, deuxième du classement lors des deux saisons précédentes, s'impose grâce à huit podiums dont cinq victoires. Même scenario chez les hommes où le dauphin de 1992, le canadien Jean-Luc Brassard, remporte son premier titre grâce à huit podiums dont six victoires.
| Rang | Nom                  | Points |
| ---- | -------------------- | ------ |
| 1    | Jean-Luc Brassard    | 880.00 |
| 2    | John Smart (en)      | 812.00 |
| 3    | Olivier Cotte        | 716.00 |
| 4    | Bruno Bertrand       | 680.00 |
| 5    | Jörgen Pääjärvi (pl) | 640.00 |

| Rang | Nom                   | Points |
| ---- | --------------------- | ------ |
| 1    | Stine Lise Hattestad  | 876.00 |
| 2    | Silvia Marciandi (it) | 824.00 |
| 3    | Candice Gilg          | 812.00 |
| 4    | Tatjana Mittermayer   | 804.00 |
| 5    | Liz McIntyre          | 796.00 |

### Combiné
Avec la retraite de Conny Kissling et ses neuf titres consécutifs, le trophée change de main. La canadienne Katherina Kubenk et la suisse Maja Schmid (pl) se le disputent étape après étape. La suisse monte sur tous les podiums, dont trois fois sur la première marche. la canadienne en rate deux, mais avec quatre victoires et trois secondes places c'est elle qui prend la suite de Kissling et remporte son premier titre. Moins de suspens chez les hommes où l’américain Trace Worthington conserve son titre acquis en 1992, grâce à six victoires et deux secondes places.
| Rang | Nom               | Points |
| ---- | ----------------- | ------ |
| 1    | Trace Worthington | 600.00 |
| 2    | Darcy Downs       | 572.00 |
| 3    | Hugo Bonatti      | 556.00 |
| 4    | Sergei Shupletsov | 484.00 |
| 5    | Sergey Brener     | 84.00  |

| Rang | Nom                    | Points |
| ---- | ---------------------- | ------ |
| 1    | Katherina Kubenk       | 592.00 |
| 2    | Maja Schmid (pl)       | 584.00 |
| 3    | Kristean Porter        | 552.00 |
| 4    | Jilly Curry            | 536.00 |
| 5    | Nataliya Orekhova (en) | 472.00 |

## Calendrier et podiums

### Hommes
| Date                                                   | Lieu                | Épreuve  | Vainqueur             | Second                 | Troisième              |
| ------------------------------------------------------ | ------------------- | -------- | --------------------- | ---------------------- | ---------------------- |
| 10 décembre 1992                                       | Tignes              | Ballet   | Rune Kristiansen (de) | Fabrice Becker         | Roberto Franco (en)    |
| 11 décembre 1992                                       | Tignes              | Saut     | Sébastien Foucras     | Lloyd Langlois         | Kris Feddersen (en)    |
| 12 décembre 1992                                       | Tignes              | Bosses   | John Smart (en)       | Leif Persson           | Edgar Grospiron        |
| 12 décembre 1992                                       | Tignes              | Combiné  | Sergei Shupletsov     | Hugo Bonatti           | Darcy Downs            |
| 17 décembre 1992                                       | Piancavallo         | Ballet   | Rune Kristiansen (de) | Armin Weiß             | Heini Baumgartner (de) |
| 18 décembre 1992                                       | Piancavallo         | Saut     | Sébastien Foucras     | Lloyd Langlois         | Philippe LaRoche       |
| 19 décembre 1992                                       | Piancavallo         | Bosses   | Jean-Luc Brassard     | Edgar Grospiron        | Bruno Bertrand         |
| 19 décembre 1992                                       | Piancavallo         | Combiné  | Sergei Shupletsov     | Trace Worthington      | Hugo Bonatti           |
| 8 janvier 1993                                         | Whistler Blackcomb  | Ballet   | Rune Kristiansen (de) | Fabrice Becker         | Roberto Franco (en)    |
| 9 janvier 1993                                         | Whistler Blackcomb  | Bosses   | Edgar Grospiron       | Jean-Luc Brassard      | Dominick Gauthier      |
| 10 janvier 1993                                        | Whistler Blackcomb  | Saut     | Andrew Capicik (en)   | Sébastien Foucras      | Trace Worthington      |
| 10 janvier 1993                                        | Whistler Blackcomb  | Combiné  | Trace Worthington     | Darcy Downs            | Données indisponibles  |
| 15 janvier 1993                                        | Breckenridge        | Ballet   | Rune Kristiansen (de) | Fabrice Becker         | Heini Baumgartner (de) |
| 16 janvier 1993                                        | Breckenridge        | Bosses   | Jim Moran             | Edgar Grospiron        | Hans Engelsen Eide     |
| 17 janvier 1993                                        | Breckenridge        | Saut     | Jean-Marc Bacquin     | Trace Worthington      | Lloyd Langlois         |
| 17 janvier 1993                                        | Breckenridge        | Combiné  | Trace Worthington     | Darcy Downs            | Données indisponibles  |
| 21 janvier 1993                                        | Lake Placid         | Ballet   | Fabrice Becker        | Rune Kristiansen (de)  | Ian Edmondson (de)     |
| 22 janvier 1993                                        | Lake Placid         | Bosses   | Jean-Luc Brassard     | Olivier Cotte          | John Smart (en)        |
| 23 janvier 1993                                        | Lake Placid         | Saut     | Lloyd Langlois        | Sébastien Foucras      | Kris Feddersen (en)    |
| 23 janvier 1993                                        | Lake Placid         | Combiné  | Trace Worthington     | Sergei Shupletsov      | Darcy Downs            |
| 29 janvier 1993                                        | Le Relais           | Ballet   | Rune Kristiansen (de) | Fabrice Becker         | Heini Baumgartner (de) |
| 30 janvier 1993                                        | Le Relais           | Bosses   | Jean-Luc Brassard     | Jörgen Pääjärvi (pl)   | Stéphane Rochon        |
| 31 janvier 1993                                        | Le Relais           | Saut     | Philippe LaRoche      | Trace Worthington      | Lloyd Langlois         |
| 31 janvier 1993                                        | Le Relais           | Combiné  | Trace Worthington     | Sergei Shupletsov      | Hugo Bonatti           |
| 11 février 1993                                        | La Clusaz           | Bosses,  | Olivier Cotte         | Jean-Luc Brassard      | Fabrice Ougier (pl)    |
| 20 février 1993                                        | Meiringen-Hasliberg | Bosses   | Jean-Luc Brassard     | Olivier Cotte          | John Smart (en)        |
| 23 février 1993                                        | La Plagne           | Ballet   | Rune Kristiansen (de) | Fabrice Becker         | Heini Baumgartner (de) |
| 24 février 1993                                        | La Plagne           | Ballet,  | Rune Kristiansen (de) | Fabrice Becker         | Roberto Franco (en)    |
| 25 février 1993                                        | La Plagne           | Bosses   | Fabien Bertrand       | John Smart (en)        | Olivier Cotte          |
| 26 février 1993                                        | La Plagne           | Saut     | Andrew Capicik (en)   | Jean-Damien Climonet   | Mats Johansson (pl)    |
| 26 février 1993                                        | La Plagne           | Combiné  | Darcy Downs           | Trace Worthington      | Hugo Bonatti           |
| 27 février 1993                                        | La Plagne           | Saut,    | Alexis Blanc          | Jean-Damien Climonet   | Trace Worthington      |
| 27 février 1993                                        | La Plagne           | Combiné, | Trace Worthington     | Hugo Bonatti           | Darcy Downs            |
| Mondiaux d' Altenmarkt-Zauchensee (11 au 14 mars 1993) |                     |          |                       |                        |                        |
| 17 mars 1993                                           | Livigno             | Bosses   | Jean-Luc Brassard     | Edgar Grospiron        | Jim Moran              |
| 19 janvier 1993                                        | Oberjoch            | Ballet   | Rune Kristiansen (de) | Heini Baumgartner (de) | Roberto Franco (en)    |
| 20 mars 1993                                           | Oberjoch            | Bosses   | Thony Hemery          | Jörgen Pääjärvi (pl)   | Rick Emerson           |
| 26 mars 1993                                           | Lillehammer         | Ballet   | Fabrice Becker        | Rune Kristiansen (de)  | Heini Baumgartner (de) |
| 27 mars 1993                                           | Lillehammer         | Bosses   | Jean-Luc Brassard     | John Smart (en)        | Ryūji Iwabuchi (pl)    |
| 28 mars 1993                                           | Lillehammer         | Saut     | Trace Worthington     | Lloyd Langlois         | Tor Skeie (pl)         |
| 28 mars 1993                                           | Lillehammer         | Combiné  | Trace Worthington     | Darcy Downs            | Sergei Shupletsov      |

### Femmes
| Date                                                   | Lieu                | Épreuve  | Vainqueur              | Second                 | Troisième                |
| ------------------------------------------------------ | ------------------- | -------- | ---------------------- | ---------------------- | ------------------------ |
| 10 décembre 1992                                       | Tignes              | Ballet   | Ellen Breen            | Annika Johansson (de)  | Sharon Petzold (en)      |
| 11 décembre 1992                                       | Tignes              | Saut     | Nataliya Orekhova (en) | Kristean Porter        | Lina Cheryazova          |
| 12 décembre 1992                                       | Tignes              | Bosses   | Liz McIntyre           | Sandrine Vaucher (pl)  | Candice Gilg             |
| 12 décembre 1992                                       | Tignes              | Combiné  | Maja Schmid (pl)       | Kristean Porter        | Nataliya Orekhova (en)   |
| 17 décembre 1992                                       | Piancavallo         | Ballet   | Ellen Breen            | Jelena Batalowa (de)   | Sharon Petzold (en)      |
| 18 décembre 1992                                       | Piancavallo         | Saut     | Lina Cheryazova        | Stacey Blumer (en)     | Nataliya Orekhova (en)   |
| 19 décembre 1992                                       | Piancavallo         | Bosses   | Tatjana Mittermayer    | Raphaëlle Monod        | Silvia Marciandi (it)    |
| 19 décembre 1992                                       | Piancavallo         | Combiné  | Nataliya Orekhova (en) | Maja Schmid (pl)       | Kristean Porter          |
| 8 janvier 1993                                         | Whistler Blackcomb  | Ballet   | Cathy Féchoz           | Ellen Breen            | Sharon Petzold (en)      |
| 9 janvier 1993                                         | Whistler Blackcomb  | Bosses   | Raphaëlle Monod        | Tatjana Mittermayer    | Candice Gilg             |
| 10 janvier 1993                                        | Whistler Blackcomb  | Saut     | Kristean Porter        | Liz McIntyre           | Caroline Olivier (pl)    |
| 10 janvier 1993                                        | Whistler Blackcomb  | Combiné  | Kristean Porter        | Katherina Kubenk       | Maja Schmid (pl)         |
| 15 janvier 1993                                        | Breckenridge        | Ballet   | Ellen Breen            | Cathy Féchoz           | Kristean Porter          |
| 16 janvier 1993                                        | Breckenridge        | Bosses   | Stine Lise Hattestad   | Silvia Marciandi (it)  | Tatjana Mittermayer      |
| 17 janvier 1993                                        | Breckenridge        | Saut     | Lina Cheryazova        | Marie Lindgren         | Caroline Olivier (pl)    |
| 17 janvier 1993                                        | Breckenridge        | Combiné  | Katherina Kubenk       | Kristean Porter        | Maja Schmid (pl)         |
| 21 janvier 1993                                        | Lake Placid         | Ballet   | Sharon Petzold (en)    | Julia Snell            | Ellen Breen              |
| 22 janvier 1993                                        | Lake Placid         | Bosses   | Stine Lise Hattestad   | Liz McIntyre           | Candice Gilg             |
| 23 janvier 1993                                        | Lake Placid         | Saut     | Lina Cheryazova        | Marie Lindgren         | Hilde Synnøve Lid        |
| 23 janvier 1993                                        | Lake Placid         | Combiné  | Maja Schmid (pl)       | Katherina Kubenk       | Nataliya Orekhova (en)   |
| 29 janvier 1993                                        | Le Relais           | Ballet,  | Ellen Breen            | Sharon Petzold (en)    | Cathy Féchoz             |
| 30 janvier 1993                                        | Le Relais           | Bosses   | Stine Lise Hattestad   | Raphaëlle Monod        | Liz McIntyre             |
| 31 janvier 1993                                        | Le Relais           | Saut     | Lina Cheryazova        | Colette Brand          | Sue Michalski-Cagen (pl) |
| 31 janvier 1993                                        | Le Relais           | Combiné  | Katherina Kubenk       | Nataliya Orekhova (en) | Maja Schmid (pl)         |
| 11 février 1993                                        | La Clusaz           | Bosses,  | Raphaëlle Monod        | Stine Lise Hattestad   | Liz McIntyre             |
| 19 février 1993                                        | Gstaad              | Ballet   | Sharon Petzold (en)    | Ellen Breen            | Annika Johansson (de)    |
| 20 février 1993                                        | Meiringen-Hasliberg | Bosses   | Raphaëlle Monod        | Stine Lise Hattestad   | Silvia Marciandi (it)    |
| 23 février 1993                                        | La Plagne           | Ballet   | Ellen Breen            | Julia Snell            | Annika Johansson (de)    |
| 24 février 1993                                        | La Plagne           | Ballet,  | Ellen Breen            | Annika Johansson (de)  | Julia Snell              |
| 25 février 1993                                        | La Plagne           | Bosses   | Raphaëlle Monod        | Stine Lise Hattestad   | Tatjana Mittermayer      |
| 26 février 1993                                        | La Plagne           | Saut     | Lina Cheryazova        | Colette Brand          | Nikki Stone              |
| 26 février 1993                                        | La Plagne           | Combiné  | Maja Schmid (pl)       | Katherina Kubenk       | Jilly Curry              |
| 27 février 1993                                        | La Plagne           | Saut,    | Colette Brand          | Lina Cheryazova        | Nikki Stone              |
| 27 février 1993                                        | La Plagne           | Combiné, | Katherina Kubenk       | Jilly Curry            | Maja Schmid (pl)         |
| Mondiaux d' Altenmarkt-Zauchensee (11 au 14 mars 1993) |                     |          |                        |                        |                          |
| 17 mars 1993                                           | Livigno             | Bosses   | Stine Lise Hattestad   | Silvia Marciandi (it)  | Candice Gilg             |
| 19 janvier 1993                                        | Oberjoch            | Ballet   | Ellen Breen            | Annika Johansson (de)  | Sharon Petzold (en)      |
| 20 mars 1993                                           | Oberjoch            | Bosses   | Silvia Marciandi (it)  | Candice Gilg           | Petra Moroder (it)       |
| 26 mars 1993                                           | Lillehammer         | Ballet   | Ellen Breen            | Annika Johansson (de)  | Sharon Petzold (en)      |
| 27 mars 1993                                           | Lillehammer         | Bosses   | Stine Lise Hattestad   | Tatjana Mittermayer    | Candice Gilg             |
| 28 mars 1993                                           | Lillehammer         | Saut     | Lina Cheryazova        | Ryan Kennedy           | Colette Brand            |
| 28 mars 1993                                           | Lillehammer         | Combiné  | Katherina Kubenk       | Maja Schmid (pl)       | Nataliya Orekhova (en)   |